# Cordura

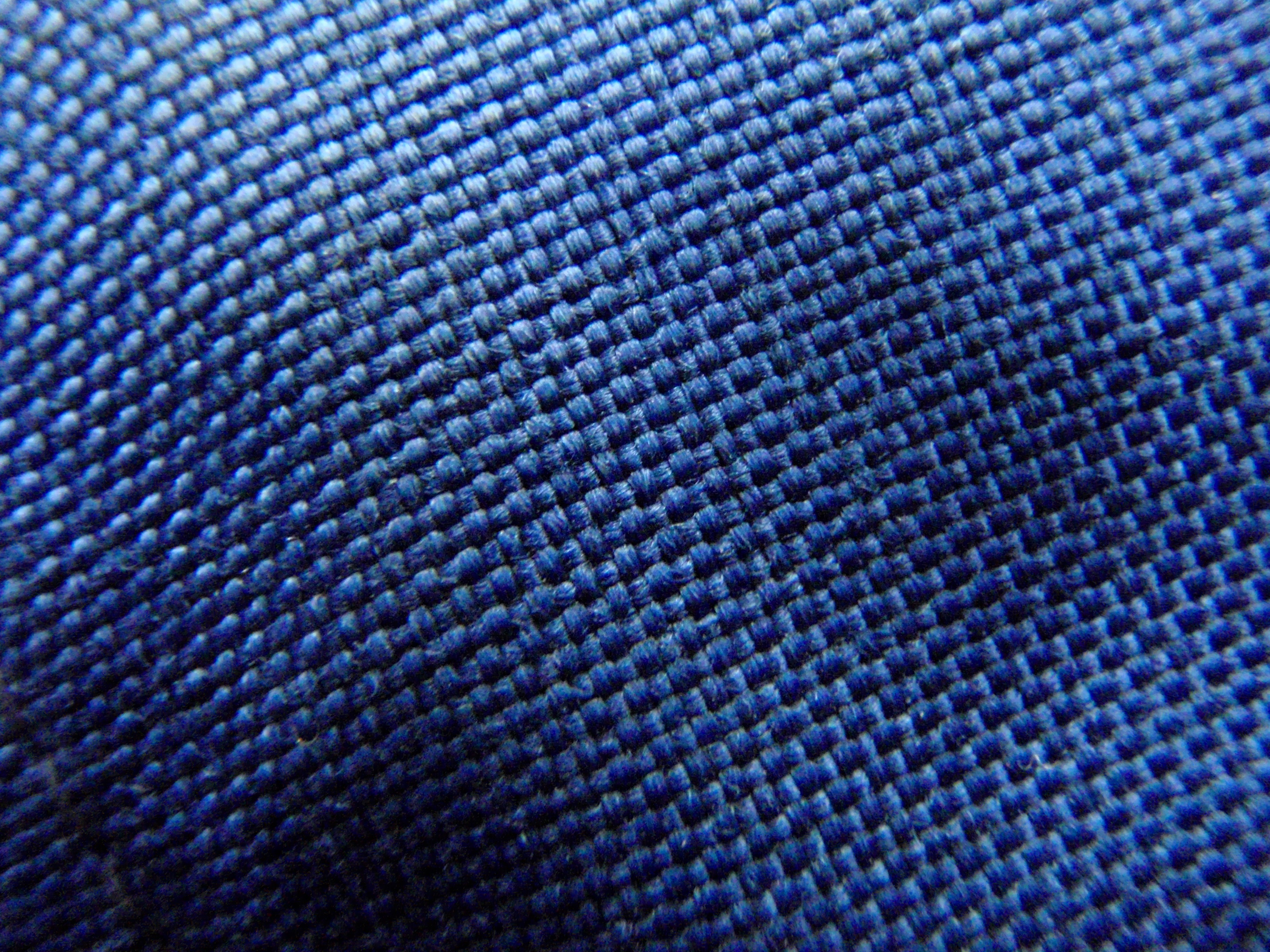
Tissu bleu en Cordura

Cordura est le nom d’une marque de collection de tissus utilisés pour une large gamme de produits, y compris pour des bagages, des sacs à dos, des pantalons, des vêtements militaires, des vêtements de performance ainsi que pour la sellerie de sièges d’automobiles comme les Fiat 500. Les tissus Cordura sont connus pour leurs durées de vie et leurs capacités de résistance à l'abrasion, aux déchirements, ainsi qu'aux rayures.
Développée et enregistrée en tant que marque par E.I. du Pont de Nemours et Compagnie (DuPont) en 1929, la marque appartient désormais à Invista (en) (une succursale de Koch Industries). Les tissus Cordura sont généralement fabriqués en nylon, mais peuvent également être mélangés avec du coton ou d'autres fibres naturelles.

## Histoire
À l'origine DuPont présenta le tissu comme une forme de viscose,. Le produit fut ensuite développé pendant la Deuxième Guerre mondiale et utilisé par l'armée pour des pneus[réf. souhaitée].
En 1966, quand de nouvelles évolutions ont démontré que le nylon était de meilleure qualité, la marque Cordura passe au nylon au lieu de ce qui se faisait jusqu'alors. En 1977, des chercheurs découvrirent un procédé pour colorer le tissu Cordura, ouvrant un grand champ de possibilités commerciales.
En 1979, le bagage souple Cordura captait déjà environ 40 % du marché des bagages. Encore aujourd'hui, plusieurs marques parmi les plus populaires continuent de fabriquer des produits à base de tissu Cordura. Eastpak a été la première marque à utiliser le tissu Cordura pour leurs sacs, tandis que JanSport (en) utilisait, et utilise toujours, une toile de nylon pour la fabrication de leur sac à dos original des années 1970. Dans les années 1980, Manhattan Portage a commencé à utiliser le Nylon Cordura 1000D pour leurs sacs.
Dans les années 1990, en Europe, des marques de vêtements professionnels ont, à leur tour, adopté les tissus 1000D et 500D, pour le renforcement de leurs lignes de vêtements professionnels. Des marques de prêt-à-porter comme F. Engel, Fristads Kansas, Vêtements Snickers et Scruffs utilisent ce tissu[réf. nécessaire]. Cordura est aussi utilisé aujourd'hui dans la plupart des vestes et des pantalons de moto de moyenne gamme ou de gamme supérieure en raison de sa grande résistance à l'abrasion. Des entreprises comme Klim, Rukka, MotoPort, Rev'It, Olympia, AeroStich et Dainese utilisent des tissus Cordura pour la fabrication de leurs équipements de moto.

## Gamme
Les tissus Cordura sont disponibles dans une large gamme, répartis selon leurs compositions, leurs poids ou leurs designs, y compris des modèles conçus spécialement pour résister aux déchirures et à garantir la conservation des couleurs. Le tissu Cordura se retrouve également dans des tissus utilisés pour être à même la peau, pour des jeans ou encore pour des canevas, connus respectivement sous le nom de Cordura Baselayer, Cordura Denim (composé d'un mélange coton, Invista 420 nylon, 6,6 fibre) et Cordura Duck. La collection de tissu Cordura Naturalle est considérée comme étant celle qui ressemble le plus au coton, au niveau de l'apparence ou de la sensation[réf. nécessaire]. Les textiles Cordura Naturalle sont disponibles en mailles et en tissu, avec ou sans stretch et en laminés spéciaux et finis[réf. souhaitée].    
Certains tissus Cordura ont été élaborés spécifiquement pour des vêtements militaires et pour une utilisation prolongée en extérieur. Les tissus Cordura ont une tradition militaire de longue date (plus de 45 ans), et la plupart des tissus utilisés pour la fabrication des treillis de l'armée américaine sont de la marque Cordura[réf. nécessaire].
Invista continue de développer de nouveaux tissus sous la marque Cordura.